# Ian Fleming
Ian Lancaster Fleming (28. května 1908 – 12. srpna 1964) byl britský námořní důstojník, novinář, bankovní úředník a po dobu druhé světové války pobočník šéfa tajné služby v britském námořnictvu. Nejznámější je však jako tvůrce Jamese Bonda.

## Život
Ian pocházel ze známé, vážené a dosti bohaté rodiny. Jeho dědeček byl puritánský Skot a známý bankéř. Otec, plukovník Valentine Fleming, padl na frontě roku 1917 a nekrolog do Timesů za tohoto vojáka a člena parlamentu psal sir Winston Churchill.
První životní úspěch však zaznamenal ve sportu. Studoval elitní školu Eton, kde sice nebyl dobrým studentem, ale dva roky po sobě tam byl mistrem v lehké atletice. Jeho rekordní výkon ve skoku do dálky z roku 1926 byl dlouhé roky nepřekonaný. Byl to vysoký, štíhlý a uzavřený mladík. Při fotbale si zlomil nos, ale po operaci ho měl zase rovný. Žárlil na diplomatickou kariéru svého staršího bratra, ale oba dva syny matka nemohla v kariéře diplomata podporovat. Naučil se však dobře francouzsky, německy a rusky a po studiu se vrhl na novinářství. Z té doby měl i Stalinův dopis s vlastnoručním podpisem. Byl totiž v roce 1933 jako dopisovatel agentury Reuters v Moskvě na procesu s britskými inženýry obžalovanými ze špionáže a požádal Stalina o interview. Stalin ho sice odmítl, ale velmi zdvořile a vlastnoručně podepsaným dopisem.
Na podzim pak odešel pracovat pro Reuters do Šanghaje. V žurnalistice měl otevřenou velkou budoucnost. Po dvou letech mu ale banka Gull and Co nabídla místo, které obvykle dostávali osvědčení padesátiletí zaměstnanci. Místo přijal, přestože ho novinařina bavila, vzrušovala a uspokojovala.

### Pobočník ředitele tajné služby
V květnu roku 1939 dostal mladý bankovní úředník Ian Fleming pozvání na schůzku v starobylém a vznešeném hotelu Carlton v Londýně. Díky klidnému prostředí, diskrétní obsluze a vynikající kuchyni a vinnému sklípku se Fleming na ten rozhovor velmi těšil. Nemohl však tušit, že mu od základu změní život. Na schůzku ho totiž pozval kontradmirál John Godfrey, který hledal pobočníka, a pro tip zašel k svému příteli, řediteli Anglické banky. Fleming, mimochodem i absolvent námořnické důstojnické školy, bystrý a dravý novinář s rozsáhlými jazykovými znalostmi, navíc z dobré rodiny, byl podle obou ideální kandidát na toto místo. Admirál Godfrey byl totiž začátkem roku jmenovaný ředitelem tajné služby britského námořnictva. Fleming místo přijal a začal svůj čas dělit mezi banku a kontrašpionáž. Dopoledne u pánů Rowa a Pitmana a odpoledne na Admiralitě, kde vstupoval do dveří označených číslem 39. Nacházely se tam tajné zprávy o německé výzbroji, kapitánech ponorek, přístavních pracích v Kielu, shromažďovaly se tam podklady pro bombardování Hamburku. Fleming tehdy kouřil 70 cigaret denně.
Jeho spolupracovník z čísla 39, Edward Merret, k tomu podotkl: "Ian byl stejný „požírač papíru“ jako my všichni v Admiralitě. Válka pro něj znamenala trápení, pot a slzy, ale ne bezprostředně krev."
Fleming musel také vyhodnocovat různé bláznivé návrhy na obranu britských ostrovů (vyskytl se například nápad loďmi přivléct arktické ledovce, opevnit je a rozmístit okolo pobřeží jako hráz proti invazi). Po tu dobu přicházel do kontaktu s oddělením MI6, sekcí zvanou Secret service, s oddělením MI5, podřízeným Ministerstvu zahraničních věcí, a s kanceláří Speciálních organizací, která se zabývala vysíláním parašutistů do německého týlu. Získal tak značný přehled o organizaci a zákulisí špionážní a kontrašpionážní služby. Brzy byl povýšený z námořního poručíka na korvetního kapitána.

### Laboratoře FBI
V červnu 1941 doprovázel Fleming admirála Godfreye do USA. Šlo o dost choulostivou cestu. Spojené státy ještě nebyly ve válce a britská vláda chtěla navázat pokud možno úzkou spolupráci obou tajných služeb. Ředitel FBI Hoover se s touto misí odmítl oficiálně setkat. Dal však rozkaz, aby jim podrobně ukázali laboratoře, archivy, podzemní střelnice a učebny americké tajné služby. Tyto Flemingovy zážitky označují literární historikové jako jeden z podnětů pro pozdější zrod Jamese Bonda.
Hlavním spojovacím článkem pro britskou delegaci byl kanadský milionář W. Stephenson, organizátor a sponzor rozsáhlé diverzní sítě namířené proti Německu. Jeho koordinační místnost na třicátém šestém poschodí byla Flemingovi plně k dispozici. Oba muži se brzy spřátelili. Fleming se se Stephensonovými muži zúčastnil krádeže, ofocení a včasného vrácení japonských diplomatických kódů, studoval Stephensonovy metody diverze. Stephenson si například v Kanadě zřídil pracoviště, které dokázalo napodobit jakýkoli psací stroj na světě i s drobnými vadami v jednotlivých úderech, a úspěšně vyráběl nepravé spisy, od falešných pasů až po štábní rozkazy.
I díky Stephensonově pomoci Godfreyova mise úspěšně pokračovala a skončila uzavřením smlouvy mezi USA a Velkou Británií o zřízení koordinační zpravodajské kanceláře. Text této smlouvy vypracoval Fleming za dva dny pobytu ve Washingtonu, odkud si přivezl dárek od generála Donovana, Colt 38 s vyrytým nápisem Pro zvláštní služby.

### Špionážní škola u jezera
Stephenson měl v Oshawě u jezera Ontario osamělé soukromé sídlo. Bylo však i jednou z nejlépe organizovaných špionážních škol na světě. Fleming s potěšením přijal Stephensonovo pozvání a přijel na studijní pobyt do Oshawy.
Instruktorem střelby tam byl známý americký pistolník Murphy, učitelem karate plukovník Wallace a také ostatní obory vyučovali prvotřídní specialisté. Fleming sledoval jednak metodiku výuky, aby získal nové zkušenosti pro výcvik v Anglii, a kromě toho si školu zkusil i jako žák. Stephenson o něm později prohlásil, že patřil k nejtalentovanějším žákům školy. Perfektně například v noci zneškodnil několik plovoucích min a sám pod vodní hladinou připevnil nálož k „nepřátelské“ lodi a stačil se vzdálit, než loď vybuchla. Anebo byla torontská policie uvedená do pohotovosti a skupina pěti žáků dostala za úkol „vyhodit do povětří“ městskou elektrárnu. Čtveřice žáků se nechala najmout v uhelných skladech, dva jeli jako řidiči a dva pod uhlím spolu s „náložemi“. Při vstupní kontrole byli pochytáni. Fleming pracoval samostatně. Přišel (po telefonickém ohlášení) jako britský inženýr, který měl něco dohodnout s ředitelem podniku. Jako návštěva k řediteli byl o něco méně kontrolován, podařilo se mu na chvíli zbavit doprovodu a umístit bombu z aktovky na elektrárenském dispečinku. Kdyby bomba skutečně vybuchla (samozřejmě jen zazvonila), bylo by Toronto bez elektřiny.
Stephensonova škola u jezera ukázala Flemingovi nejen celou řadu špionážních triků, ale podnítila i jeho fantazii. Posloužila mu jako odrazový můstek pro vymýšlení vlastních akcí během války a později mu pomohla vytvořit typ agenta 007. Hrdinu v podstatě romantického, bezohledného až k sadismu a chladného jako tasený nůž. Navíc získala podnět jeho technická představivost, se kterou vytvářel technické špionážní hračky pro svého agenta.

### Útočná sekce č. 30
Po návratu z Kanady se Ian Fleming začal zajímat o osobu podplukovníka SS Otty Skorzenyho. Bylo to ještě dlouho před tím, než Skorzeny osvobodil Benita Mussoliniho ze zajetí. (Zajímavé je, že tento pán, dlouho po válce spokojeně žijící ve Španělsku, dal jeden z podnětů nejen k Flemingovým dílům, ale i k Mňačkově knize Smrt si říká Engelchen a k jejímu filmovému přepisu režisérů Kadára a Klose.) Fleming zjistil, že nacisté s první vlnou parašutistů při dobývání Kréty „vysypali“ i Skorzenyho komando, které do bojů přímo nezasáhlo, ale projevilo zájem o britské štáby v Maleme a Heraklionu. Šlo jim zřejmě o ukořistění co možná nejvíce tajných materiálů: map, rozkazů, šifer a seznamů. Akce byla poměrně úspěšná. Byla to první úderná akce špionážní skupiny v druhé světové válce.
Fleming okamžitě rozpoznal její důležitost a navrhl admirálovi Godfreyovi, aby zaútočili stejnou zbraní. Tak byla na Flemingův návrh a pod jeho vedením při Admiralitě zřízena sekce č. 30, jedna z nejzajímavějších malých a téměř soukromých armád této světové války.
Do první akce se hlásil i sám Fleming, ale admirál ho nepustil. Útok se totiž nepodařil a deset mužů bylo zabito. Mohlo to znamenat ztrátu a likvidaci oddílu, ale Fleming se nevzdal a znásobil náročnost výcviku a přípravu akcí. V listopadu 1942 se vylodila větší skupina jeho mužů u Siddi Ferruelu v Alžírsku, úspěšně pronikla do štábu italského válečného námořnictva a přinesla odtud, co se dalo. Byly to pro Admiralitu materiály nesmírně cenné a Sekce 30 získala uznání. Rozšířila se, dostala vlastní transportní prostředky a přednost při vyzbrojování.
Při jedné z dalších akcí „vyfoukli“ flemingovci Italům plán minových polí a pobřežní obrany Sicílie. Při následné invazi zachránila tato skutečnost životy tisícům britských a amerických vojáků.
Fleming sestavoval seznam objektů, které „stojí za návštěvu“. Od norského Trondheimu, kde Němci zkoušeli nové magnetické miny, až po odpalovací rampy V1. Při invazi do Normandie organizoval útok na Arromanches, kde měli nacisté největší radarovou stanici. Ve Francii jeho muži přepadli velkou pěstírnu žampionů u Houilles, kde v podzemních prostorech Němci pracovali na prototypu akustického torpéda, dokonalejšího, než měli v té době spojenci.
Fleminga přes všechny úspěchy Sekce 30 stále měli za fantastu. Jeden z jeho mužů, Ralph Izzard, však objevil na holandské pláži základnu německých jednomístných špionážních miniponorek. Velitelství do tohoto dne o jejich existenci pochybovalo, že jsou to prý Flemingovy noční můry, ale velitel tvrdil, že základna musí být někde tam.
Poslední akce v roce 1945 se Fleming osobně zúčastnil. Dostával do kanceláře 39 podivné nejasné zprávy o zámku nedaleko Tambachu ve Wurtenberských lesích. Že prý tam mají důkladně zamaskovaná nákladní auta a zahlédli tam i německého admirála. Skupina tedy v předvečer kapitulace vtrhla do zámku a našla tam německého admirála na hoře listin s petrolejem v ruce. Byl to archiv německého válečného námořnictva od roku 1870. Dvacet roků po válce (už po Flemingově smrti) byl v Británii publikovaný.
Když skončila válka, ptali se kamarádi Iana Fleminga, co bude teď dělat.
Napíši dějiny špionáže, ale takové, že se na všechny předcházející zapomene jako na nudné.
Tyto dějiny nenapsal, ale stvořil Jamese Bonda. Kromě vlastních zážitků bývá jako zdroj inspirace pro tuto postavu uváděn život dominikánského diplomata Porfiria Rubirosy nebo skotského vojáka Fitzroye Macleana.

## Dílo
Prvním bondovským románem bylo Casino Royale. Fleming ho začal psát na jaře roku 1952 v Oracabesse, na Jamajce. Zemřel o dvanáct let později při korektuře třináctého románu Muž se zlatou zbraní. Agent 007 se tedy zrodil začátkem 50. let 20. století v době, kdy vrcholila studená válka. To se přeneslo i do prvních románů, v nichž byl hlavním nepřítelem komunismus. Až později se Bond setkal s různými tajnými agenturami, šílenými anarchisty, geniálními vědci a podobně. Casino Royale vycházelo nejprve na pokračování v novinách a teprve potom bylo s velkým úspěchem vydáno v půlmiliónovém nákladu. Za dobrodružství agenta 007 si autor koupil dům nedaleko Buckinghamského paláce, vilu na pláži v Sandwichi, přepychovou kancelář na Fleet Street a slavnou vilu Goldeneye na Oracabesse (Jamaica).

### Pro děti
- 1964 – Chitty Chitty Bang Bang